# ロディオン・マリノフスキー
ロディオン・ヤーコヴレヴィチ・マリノフスキー（ロシア語: Родио́н Я́ковлевич Малино́вский、ラテン文字転写の例：Rodion Jakovlevič Malinovskij、1898年11月23日 - 1967年3月31日）は、ソビエト連邦の軍人、政治家。最終階級はソ連邦元帥。陸軍総司令官や、フルシチョフ、ブレジネフ時代の国防大臣を務めた。

## 経歴
1898年11月23日にロシア帝国のオデッサで、ユダヤ系（カライ派）農民の家庭に誕生する。12歳で学校をやめ、農民やメッセンジャーボーイとして働いた。1914年に第一次世界大戦の勃発と共にロシア軍に志願し、機関銃手となる。負傷や上等兵への昇進を経て、ロシア・フランス派遣軍の一員としてフランスに赴く。1917年の10月革命に同調したため、フランス当局に逮捕された。1919年8月にロシアに戻ると赤軍に投じ、ロシア内戦の終結まで極東でコルチャーク軍との戦闘に従事した。
1923年に歩兵大隊長となり、1926年にソビエト連邦共産党に入党した。1927年末からフルンゼ軍事アカデミーで学び、1930年に卒業後第2騎兵師団参謀長となった。その後4年間の参謀本部勤務の後にベッサラビアで騎兵軍団参謀長に就任した。スペイン内戦では共和国軍の軍事顧問を務め、「マリーノ大佐」と呼ばれていた。その後少将に昇進し、フルンゼ軍事アカデミー教官となる。

### 第二次世界大戦
1941年6月の独ソ戦開始時はオデッサ軍管区の第9独立軍第48軍団長であった。8月には南部戦線で第6軍司令官、12月には南部戦線司令官となった。敗北により降格され1942年8月には第66軍司令官となった。11月には第2親衛軍を指揮し、スターリングラードの戦いでドイツ軍を破った。この戦いが終結した後の1943年2月から大将に昇進して再度南部戦線司令官となり、さらに戦局の推移に伴い、南西戦線（後の第3ウクライナ戦線）・第2ウクライナ戦線を指揮し、ルーマニア・ハンガリー・スロバキアへの突破に成功した。1944年9月にソ連邦元帥に列せられ、ルーマニア軍の降伏を受け入れた。1945年4月に連合国のルーマニア管理委員会委員長を務めた。
1945年8月にザバイカル戦線に異動となり、日本軍との戦いに従事した。

### 戦後

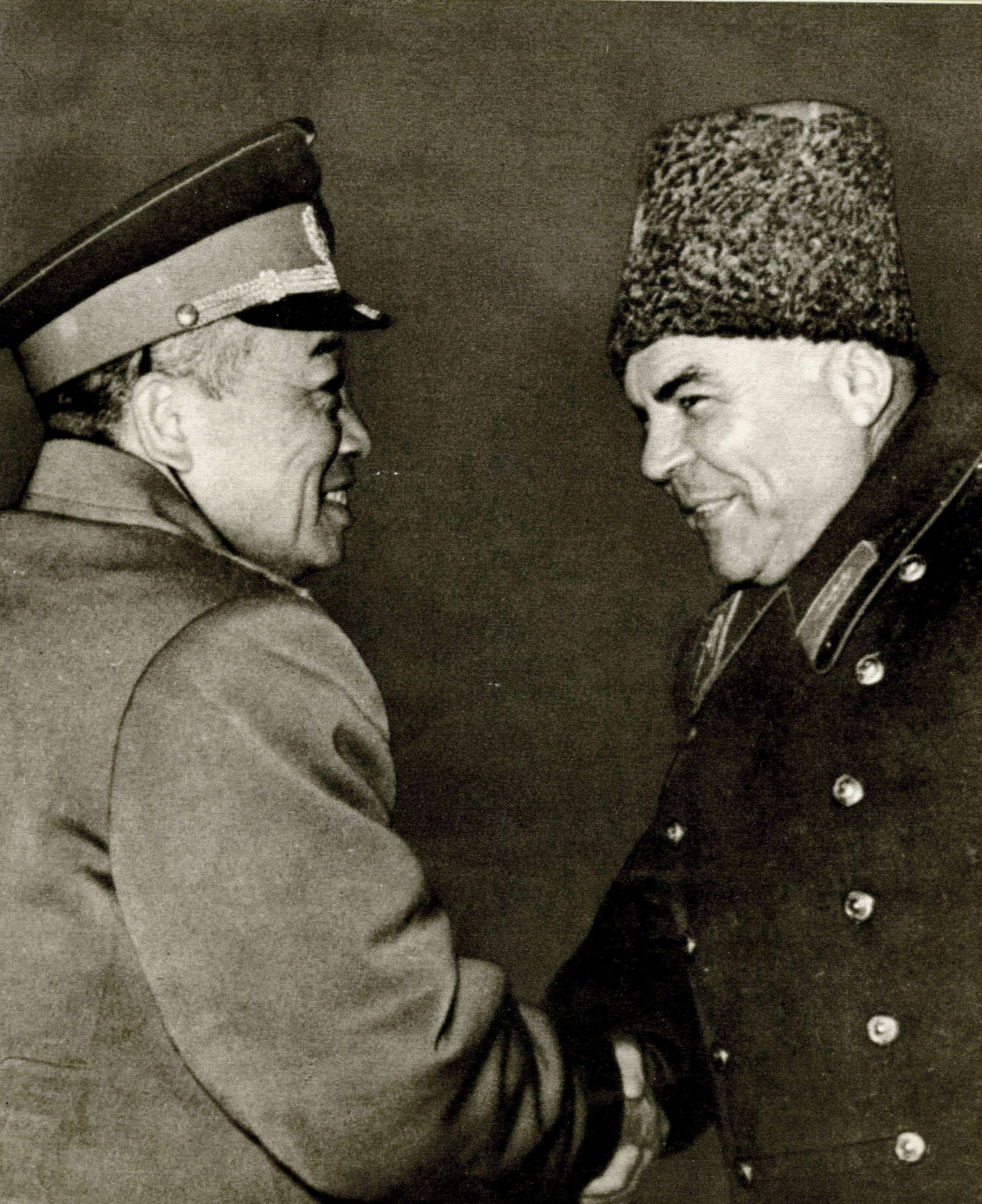
彭徳懐と

終戦後、ザバイカル・アムール軍管区司令官。1946年より最高ソビエト代議員。1947年にソ連極東軍総司令官に就任。朝鮮戦争の際は中国人民解放軍や朝鮮人民軍と緊密な連携を持った。1954年に極東総軍が解散したため極東軍管区司令官に転じる。
1956年3月にイワン・コーネフの後任として陸軍総司令官・国防第一次官（副国防大臣）に就任。翌年にゲオルギー・ジューコフの後任として国防大臣に就任した。1959年にロシア共和国最高会議代議員を兼任した。1952年には党中央委員会委員候補、1956年に中央委員会委員に選出された。晩年は糖尿病と心臓の持病に苦しみ、国防大臣に在任したままモスクワで死去した。
死後顕彰のため戦車学校やオデッサ市議事堂に彼の名が冠せられた。ライサ夫人との間に三男一女がいる。。

## 顕彰
|  | ソ連邦英雄2回                                   |
|  | レーニン勲章5回                                 |
|  | 勝利勲章                                        |
|  | 赤旗勲章3回                                     |
|  | 1等スヴォーロフ勲章2回                          |
|  | 1等クトゥーゾフ勲章                             |
|  | スターリングラード防衛記章                      |
|  | カフカース防衛記章                              |
|  | オデッサ防衛記章                                |
|  | プダペスト攻略記章                              |
|  | ウィーン攻略記章                                |
|  | 対日戦勝記章                                    |
|  | 1941年-1945年大祖国戦争における対ドイツ戦勝記章 |
|  | 1941年-1945年大祖国戦争勝利20年記念記章         |
|  | 労働者農民赤軍20年記念記章                      |
|  | ソビエト陸海軍30年記念記章                      |
|  | ソビエト連邦軍40年記念記章                      |

## 文献
- John Erikson, "Rodion Yakovlevich Malinovsky" in Harold Shukman, ed., Stalin's Generals, Grove Press, New York City, 1993
- David M. Glantz, The Soviet Strategic Offensive in Manchuria, 1945.'August Storm', Frank Cass Publishers, London, 2003